# Такэда Нобутора
Такэда Нобутора (武田信虎, 11 февраля 1493 — 27 марта 1574) — японский государственный и военный деятель периода Сэнгоку, 18-й глава рода Такэда и даймё провинции Каи (1507—1541).

## Биография
Старший сын и преемник Такэда Нобуцуна (1471—1507), 17-го главы рода Такэда (1491—1507)
В марте 1507 года после смерти своего отца, в четырнадцатилетнем возрасте стал новым главой рода Такэда и даймё горной провинции Каи.
В октябре 1521 года в битве при Иидагавара разгромил Фукусима Хёго, полководца даймё Имагава Удзитика.
В июле 1528 года нанес поражение в битве при Насинокидайра Ходзё Удзицуна. В марте 1531 года разбил в сражении при Сиокава-но-гавара Сува Ёрисигэ.
В 1536 году выступил против своего мятежного вассала Хирага Гэнсина. Такэда встретился с Хирага при Уино-кути, но вынужден был отступить. Его 15-летний сын Такэда Сингэн (1521—1573) вызвался идти в арьергарде отступающего войска. Когда они отошли от замка на достаточное расстояние, Такэда Сингэн повернул свой отряд и по снегу повел его назад к замку мятежника. Защитники замка были не готовы к такому повороту событий и сдались без боя. Хирага Гэнсин был убит.
Стремился подчинить своей власти соседние провинции Синано и Суруга.
Вместо старшего сына Харунобу Нобутара хотел сделать своим преемником второго сына Нобусигэ (1525—1561). В 1541 году при поддержке главных вассалов своего отца Такэда Сингэн поднял восстание против власти Нобутора и изгнал его из Каи. Такэда Нобутора бежал в провинцию Суруга, где нашёл приют при дворе даймё Имагава Ёсимото.
В марте 1574 года 81-летний Такэда Нобутора скончался в провинции Синано. Был похоронен в монастыре Дайсендзи в городе Кофу (современная префектура Яманаси).

## Сыновья
- Такэда Сингэн (1521—1573), 19-й глава рода Такэда и даймё провинции Каи (1541—1573), знаменитый японский полководец.
- Такэда Нобусигэ (1525—1561), один из «двадцати четырёх генералов» Такэда
- Такэда Нобукадо (1529—1582), один из «двадцати четырёх генералов» Такэда